# Попречни мишић језика
Попречни мишић језика (лат. musculus transversus linguae) је парни мишић главе, локализован у телу језика и припада групи његове унутрашње мускулатуре. Сачињавају га попречна мишићна влакна, која полазе од бочне стране језичне преграде, пробијају се кроз влакна гениоглосног мишића и завршавају припојем на дубокој страни слузокоже језичне ивице.
Мишић је инервисан гранчицама подјезичног живца, а основна улога му је сужавање попречног и продужавање уздужног пречника језика.